# Maragur, Indi
Maragur là một làng thuộc tehsil Indi, huyện Bijapur, bang Karnataka, Ấn Độ.